# Zápas na Letních olympijských hrách 1976 – muži, řecko-římský do 82 kg
Zápas řecko-římský ve váhové kategorii do 82 kg probíhal na Letních olympijských hrách 1976 v Montrealu, v multifunkční hale Maurice Richard Arena. O medaile se utkalo celkem 21 zápasníků.

## Turnajové výsledky
Za prohru zápasníci získávají záporné body. 6 bodů vyřazuje zápasníka z dalších bojů. Poté, co zbývají poslední tři borci, utkají se tito ve finálovém kole o medaile.
Legenda
- TF — Lopatkové vítězství
- IN — Vítězství pro soupeřovo zranění
- DQ — Vítězství pro soupeřovu pasivitu
- D1 — Vítězství pro soupeřovu pasivitu, vítěz taktéž napomínán
- D2 — Oba zápasníci diskvalifikováni pro pasivitu
- FF — Kontumační vítězství
- DNA — Soupeř nenastoupil
- TPP — Trestné body celkem
- MPP — Trestné body za zápas

Sankce
- 0 - Lopatkové vítězství, technická převaha, pro pasivitu, zranění soupeře, nenastoupení
- 0,5 - Výhra na body, 8-11 bodů rozdíl
- 1 - Výhra na body, 1-7 bodů rozdíl
- 2 - Výhra pro pasivitu, vítěz taktéž napomínán
- 3 - Prohra na body, 1-7 body rozdíl
- 3,5 - Prohra na body, 8-11 bodů rozdílu
- 4 - Prohra lopatková, technickou převahu, pro pasivitu, zranění, nenastoupení

### Kolo 1
| TPP | MPP |                                 | Skóre     |                         | MPP | TPP |
| --- | --- | ------------------------------- | --------- | ----------------------- | --- | --- |
| 4   | 4   | Giuseppe Vitucci (ITA)          | TF / 4:21 | Keijo Manni (FIN)       | 0   | 0   |
| 0   | 0   | Vladimir Čeboksarov (URS)       | TF / 1:18 | Kazuhiro Takaniši (JPN) | 4   | 4   |
| 4   | 4   | Houshang Montazeralzohour (IRI) | DQ / 5:05 | Momir Petković (YUG)    | 0   | 0   |
| 1   | 1   | Daniel Chandler (USA)           | 9 - 8     | Csaba Hegedűs (HUN)     | 3   | 3   |
| 4   | 4   | Birahim Diop (SEN)              | DQ / 7:31 | Miroslav Janota (TCH)   | 0   | 0   |
| 4   | 4   | David Cummings (CAN)            | IN / 7:40 | Ion Enache (ROU)        | 0   | 0   |
| 4   | 4   | André Bouchoule (FRA)           | 2 - 16    | Ivan Kolev (BUL)        | 0   | 0   |
| 0   | 0   | Leif Andersson (SWE)            | TF / 2:12 | Franz Pitschmann (AUT)  | 4   | 4   |
| 0   |     | Adam Ostrowski (POL)            |           | Bye                     |     |     |

### Kolo 2
| TPP | MPP |                         | Skóre     |                                 | MPP | TPP |
| --- | --- | ----------------------- | --------- | ------------------------------- | --- | --- |
| 0   | 0   | Adam Ostrowski (POL)    | DQ / 7:19 | Giuseppe Vitucci (ITA)          | 4   | 8   |
| 3   | 3   | Keijo Manni (FIN)       | 9 - 16    | Vladimir Čeboksarov (URS)       | 1   | 1   |
| 4   | 0   | Kazuhiro Takaniši (JPN) | TF / 3:20 | Houshang Montazeralzohour (IRI) | 4   | 8   |
| 0.5 | 0.5 | Momir Petković (YUG)    | 14 - 5    | Daniel Chandler (USA)           | 3.5 | 4.5 |
| 6   | 3   | Csaba Hegedűs (HUN)     | 4 - 10    | Miroslav Janota (TCH)           | 1   | 1   |
| 8   | 4   | David Cummings (CAN)    | IN / 6:00 | André Bouchoule (FRA)           | 0   | 4   |
| 1   | 1   | Ion Enache (ROU)        | 6 - 4     | Leif Andersson (SWE)            | 3   | 3   |
| 0   | 0   | Ivan Kolev (BUL)        | TF / 1:22 | Franz Pitschmann (AUT)          | 4   | 8   |
| 4   |     | Birahim Diop (SEN)      |           | DNA                             |     |     |

### Kolo 3
| TPP | MPP |                           | Skóre     |                       | MPP | TPP |
| --- | --- | ------------------------- | --------- | --------------------- | --- | --- |
| 4   | 4   | Adam Ostrowski (POL)      | D1 / 7:56 | Keijo Manni (FIN)     | 2   | 5   |
| 4   | 3   | Vladimir Čeboksarov (URS) | 6 - 6     | Momir Petković (YUG)  | 1   | 1.5 |
| 4   | 0   | Kazuhiro Takaniši (JPN)   | TF / 6:49 | Daniel Chandler (USA) | 4   | 8.5 |
| 2   | 1   | Miroslav Janota (TCH)     | 7 - 2     | André Bouchoule (FRA) | 3   | 7   |
| 4   | 3   | Ion Enache (ROU)          | 8 - 8     | Ivan Kolev (BUL)      | 1   | 1   |
| 3   |     | Leif Andersson (SWE)      |           | Bye                   |     |     |

### Kolo 4
| TPP | MPP |                           | Skóre  |                         | MPP | TPP |
| --- | --- | ------------------------- | ------ | ----------------------- | --- | --- |
| 4   | 1   | Leif Andersson (SWE)      | 9 - 6  | Adam Ostrowski (POL)    | 3   | 7   |
| 8.5 | 3.5 | Keijo Manni (FIN)         | 6 - 15 | Kazuhiro Takaniši (JPN) | 0.5 | 4.5 |
| 5   | 1   | Vladimir Čeboksarov (URS) | 8 - 3  | Miroslav Janota (TCH)   | 3   | 5   |
| 2.5 | 1   | Momir Petković (YUG)      | 3 - 2  | Ion Enache (ROU)        | 3   | 7   |
| 1   |     | Ivan Kolev (BUL)          |        | Bye                     |     |     |

### Kolo 5
| TPP | MPP |                      | Skóre     |                           | MPP | TPP |
| --- | --- | -------------------- | --------- | ------------------------- | --- | --- |
| 4   | 3   | Ivan Kolev (BUL)     | 7 - 14    | Vladimir Čeboksarov (URS) | 1   | 6   |
| 4   | 0   | Leif Andersson (SWE) | TF / 0:29 | Kazuhiro Takaniši (JPN)   | 4   | 8.5 |
| 3.5 | 1   | Momir Petković (YUG) | 8 - 2     | Miroslav Janota (TCH)     | 3   | 8   |

### Kolo 6
| TPP | MPP |                      | Skóre     |                           | MPP | TPP |
| --- | --- | -------------------- | --------- | ------------------------- | --- | --- |
| 7   | 3   | Ivan Kolev (BUL)     | 5 - 9     | Momir Petković (YUG)      | 1   | 4.5 |
| 8   | 4   | Leif Andersson (SWE) | TF / 2:07 | Vladimir Čeboksarov (URS) | 0   | 6   |

### Finále
Výsledky z předchozích kol se započítávají do finále (žlutě zvýrazněno)
| TPP | MPP |                           | Skóre  |                           | MPP | TPP |
| --- | --- | ------------------------- | ------ | ------------------------- | --- | --- |
|     | 3   | Vladimir Čeboksarov (URS) | 6 - 6  | Momir Petković (YUG)      | 1   |     |
|     | 3   | Ivan Kolev (BUL)          | 7 - 14 | Vladimir Čeboksarov (URS) | 1   | 4   |
| 6   | 3   | Ivan Kolev (BUL)          | 5 - 9  | Momir Petković (YUG)      | 1   | 2   |

## Finálové pořadí
1. Momir Petković (YUG)
2. Vladimir Čeboksarov (URS)
3. Ivan Kolev (BUL)
4. Leif Andersson (SWE)
5. Miroslav Janota (TCH)
6. Kazuhiro Takaniši (JPN)
7. Ion Enache (ROU)
8. Adam Ostrowski (POL)